# Homenatge a Lluís Llach. Si véns amb mi
Homenatge a Lluís Llach. Si véns amb mi és un disc d'homenatge al cantautor Lluís Llach editat al desembre de 2007 per la companyia discogràfica Picap.
Una selecció d'intèrprets internacionals cantaren en diverses llengües alguns dels clàssics del cantautor català, després de la seva retirada dels escenaris el 2007. Alguns dels temes ja s'havien enregistrat anteriorment en altres discos i d'altres s'enregistraren per a l'ocasió per artistes que volgueren rendir tribut a l'obra de Llach.

## Cançons i intèrprets

### CD 1 (Versions inèdites)
1. Penyora (Lluís Llach) - Maria del Mar Bonet
2. Si arribeu (Lluís Llach) - Pedro Guerra
3. Que feliç era, mare (Josep Maria Llach - Lluís Llach) - Marina Rossell
4. La casa que vull (Joan Salvat-Papasseit - Lluís Llach) - Miquel Gil
5. Jo també he dormit a l'alba (Lluís Llach) - Adrià Puntí
6. Laura (Lluís Llach) - Roger Mas
7. Onades (Lluís Llach) - Silvio Rodríguez
8. Venim del nord, venim del sud (Lluís Llach)- Joan Amèric
9. Vida (Lluís Llach) - Joan Isaac
10. Despertar (Lluís Llach) - Manu Guix
11. Greziako Itsas-Ontzia (Lluís Llach) - Gorka Knörr
12. Amor particular (Lluís Llach) - Sílvia Comes
13. Madame o [Ningú no sabia el seu nom] (Lluís Llach) - Albert Fibla
14. Roda (Lluís Llach) - Túrnez & Sesé
15. A la taverna del mar (Kavafis - Lluís Llach) - Josep Tero

### CD 2 (versions existents)
1. Around mury (Lluís Llach) - Jean-Michel Jarre. Extreta del DVD Solidarnosc Live (Warner, 2005)
2. Que tinguem sort (Lluís Llach) - Pomada. Extreta del llibre-CD 15 anys MMVV (FNAC, 2003)
3. Nube blanca (Lluís Llach) - Ana Belén. Extreta del disc 26 canciones y una nube blanca (CBS, 1989)
4. Aprile 74 (Lluís Llach) - Alessio Lega.
5. Cançó d'amor (Lluís Llach) - Zizi Possi. Extreta del disc Asa Morena (Polygram, 1982)
6. Silenci (Lluís Llach) - The Walkabouts. Extreta del disc Train Leaves at Eight (Glitterhouse Records, 2000)
7. La luna (Lluís Llach) - Catherine Ribeiro. Extreta del disc Vivre Libre (Alby WMD, 1995)
8. Jeszcze (Lluís Llach) - Zespól Reprezentacyjny
9. Cançó a Mahalta (Màrius Torres - Lluís Llach) - Muhel. Extreta del disc Siluetes (Picap, 2003)
10. A cavall del vent (Lluís Llach) - Paco Muñoz. Extreta del disc La meva terra (PM Produccions, 2005)
11. Escriu-me aviat (Lluís Llach) - VerdCel
12. La meva terra (Lluís Llach) - La tresca i la verdesca
13. La gallineta o [Cançoneta] (Lluís Llach) - Inadaptats. Extreta del disc Prou propietat (Capità Swing, 1995)
14. El bandoler (Lluís Llach) - Kumbes del mambo. Extreta del disc Catxondeio (ReDiscus!, 2007)
15. Companys, no és això (Lluís Llach) - Mesclat. Extreta del disc Manilla (DiscMedi, 2004)
16. Com un arbre nu (Lluís Llach) - Gerard Quintana. Extreta del disc Les claus de sal (Música Global, 2004)